# Miha Mevlja
Miha Mevlja (* 12. Juni 1990 in Ljubljana) ist ein slowenischer Fußballspieler.

## Karriere

### Verein
Mevlja begann seine Karriere beim ND Gorica. Zur Saison 2009/10 rückte er in den Profikader von Gorica. Sein Debüt in der 1. SNL gab er im Februar 2010, als er am 23. Spieltag jener Saison gegen den NK Celje in der Startelf stand. In seiner ersten Saison als Profi kam er zu 14 Erstligaeinsätzen, zudem spielte er zwei Mal als Kooperationsspieler für den Drittligisten NK Brda Dobrovo.
Nach insgesamt 109 Einsätzen in der höchsten slowenischen Spielklasse für Gorica wechselte Mevlja zur Saison 2013/14 in die Schweiz zum FC Lausanne-Sport. Für Lausanne kam er in jener Saison zu 30 Einsätzen in der Super League, aus der er mit dem Verein zu Saisonende jedoch als Tabellenletzter abstieg. Daraufhin wechselte er zur Saison 2014/15 nach Israel zum Erstligisten FC Bnei Sachnin. Für Bnei Sachnin spielte er 22 Mal in der Ligat ha’Al.
Zur Saison 2015/16 wechselte Mevlja nach Rumänien zu Dinamo Bukarest. In der rumänischen Hauptstadt kam er in seiner Debütsaison zu 35 Einsätzen in der Liga 1. Nach weiteren sechs Spielen zu Beginn der Saison 2016/17 wechselte er im August 2016 nach Russland zum FK Rostow. Bis Saisonende absolvierte der Innenverteidiger 21 Spiele für Rostow in der Premjer-Liga. Im August 2017 wechselte er zum Ligakonkurrenten Zenit St. Petersburg. In der Saison 2017/18 war er bei Zenit Stammspieler und kam zu 18 Einsätzen in der Premjer-Liga.
In der Saison 2018/19 verlor er seinen Platz in der Innenverteidigung jedoch und kam bis zur Winterpause nur sechs Mal zum Zug. Daraufhin kehrte er im Februar 2019 leihweise nach Rostow zurück. Während der Leihe kam er zu sieben Einsätzen für Rostow. Zur Saison 2019/20 kehrte Mevlja zunächst wieder nach Sankt Petersburg zurück, ehe er Zenit schließlich im September 2019 endgültig verließ und sich dem Ligakonkurrenten FK Sotschi anschloss. In Sotschi kam er in der Saison 2019/20 zu 19 Erstligaeinsätzen. In der Saison 2020/21 absolvierte er 29 Partien in der Premjer-Liga.
Zur Saison 2021/22 wechselte er in die Türkei zu Alanyaspor. Für Alanya absolvierte er 14 Spiele in der Süper Lig. Im September 2022 kehrte Mevlja nach Russland zurück und schloss sich Spartak Moskau an. Für Spartak spielte er viermal in der Premjer-Liga, ehe sein Vertrag im Januar 2023 aufgelöst wurde.

### Nationalmannschaft
Mevlja spielte im März 2009 erstmals für die slowenische U-19-Auswahl. Mit dem Team qualifizierte er sich auch für die EM im selben Jahr. Während des Turniers kam er in allen drei Spielen seines Landes zum Einsatz, die Slowenen schieden allerdings in der Gruppenphase aus.
Zwischen August 2010 und September 2012 kam er zu 13 Einsätzen für die U-21-Mannschaft. Im Mai 2016 stand er gegen Schweden erstmals im Kader der A-Nationalmannschaft. Sein Debüt für diese gab er schließlich im darauffolgenden Monat in einem Testspiel gegen die Türkei. Insgesamt bestritt er 50 Spiele, wobei er 2 Tore erzielte.

## Persönliches
Sein Zwillingsbruder Nejc ist ebenfalls Fußballspieler.